# Roberto Ariel González
Roberto Chiquito González (San Francisco, Córdoba; 11 de marzo de 1974) es un exfutbolista y actual entrenador argentino. Jugaba como mediocampista y se inició en Rosario Central; actualmente entrena al Club Atlético Defensores de Armstrong, participante de la Liga Cañadense de Fútbol.

## Carrera
Se desempeñó como mediocampista creativo, ya sea en la posición de enganche como de segundo volante central. Debutó en el canalla el 27 de marzo de 1994, en el empate ante Belgrano de Córdoba a cero goles, cotejo válido por la primera fecha del Torneo Clausura 1994; hasta fines de 1995 jugó 10 encuentros, siendo un juvenil con no muchas participaciones en primera. Si bien no disputó partidos en el certamen, formó parte del plantel campeón de la Copa Conmebol 1995, integrando la lista de buena fe con el dorsal número 25. En 1996 fue seleccionado por San José Clash en el Draft de la MLS. Solo estuvo unos meses en EE. UU. y retornó a Argentina, para jugar en Ferro Carril de Concordia. Luego pasó por clubes de las ligas regionales de la provincia de Santa Fe, destacándose una larga etapa en El Porvenir del Norte de San Jerónimo Sud, club con el que se coronó campeón del Apertura 2004 de la Liga Cañadense de Fútbol. En 2008 pasó a Argentino de Rosario, disputando el torneo de Primera C. Debido a su apariencia física y su gran nivel de juego fue llamado el Verón de la C. En 2010 cruzó de vereda y se calzó la camiseta azul de Central Córdoba, equipo en el que jugó una sola temporada. Retornó a jugar a las ligas de campo, donde hasta los 41 años mostró su clase y calidad. Desde 2015 se dedica a la conducción técnica, ocupando el cargo desde entonces en Defensores de Armstrong.

## Clubes
| Club                                     | País      | Año       |
| ---------------------------------------- | --------- | --------- |
| Rosario Central                          | Argentina | 1994-1995 |
| San José Clash                           | EE. UU.   | 1996      |
| Ferro Carril de Concordia                | Argentina | 1997      |
| Campaña (Carcarañá)                      | Argentina | 1997-1998 |
| El Porvenir del Norte (San Jerónimo Sud) | Argentina | 2001-2008 |
| Argentino (Rosario)                      | Argentina | 2008-2009 |
| Belgrano (Arequito)                      | Argentina | 2009      |
| Argentino (Rosario)                      | Argentina | 2010      |
| Central Córdoba (Rosario)                | Argentina | 2010-2011 |
| Defensores de Armstrong                  | Argentina | 2011-2013 |
| El Porvenir del Norte (San Jerónimo Sud) | Argentina | 2014      |

## Palmarés

### Títulos internacionales
| Equipo          | País      | Título        | Año  |
| --------------- | --------- | ------------- | ---- |
| Rosario Central | Argentina | Copa Conmebol | 1995 |

### Tïtulos regionales
| Equipo                | Liga      | País      | Título   | Año  |
| --------------------- | --------- | --------- | -------- | ---- |
| El Porvenir del Norte | Cañadense | Argentina | Apertura | 2004 |